# Salacia sinuosa
Salacia sinuosa is een hydroïdpoliep uit de familie Sertulariidae. De poliep komt uit het geslacht Salacia. Salacia sinuosa werd in 1884 voor het eerst wetenschappelijk beschreven door Bale. 